# Цайтлофс
Цайтлофс (нім. Zeitlofs) — громада в Німеччині, розташована в землі Баварія. Підпорядковується адміністративному округу Нижня Франконія. Входить до складу району Бад-Кіссінген.
Площа — 40,11 км2. Населення становить 2038 ос. (станом на 31 грудня 2020).